# مراسم سلام دربار قاجار
آیین سلام یکی از مراسم‌های قاجاریان است که هر ساله در دربار قاجار به مناسبت‌های مختلف، مراسم سلام خاص (که در آن شاهزادگان و صاحب‌منصبان حضور داشتند) و مراسم سلام عام (که به‌طور عموم برگزار می‌شد) انجام می‌شد.

## آداب مراسم

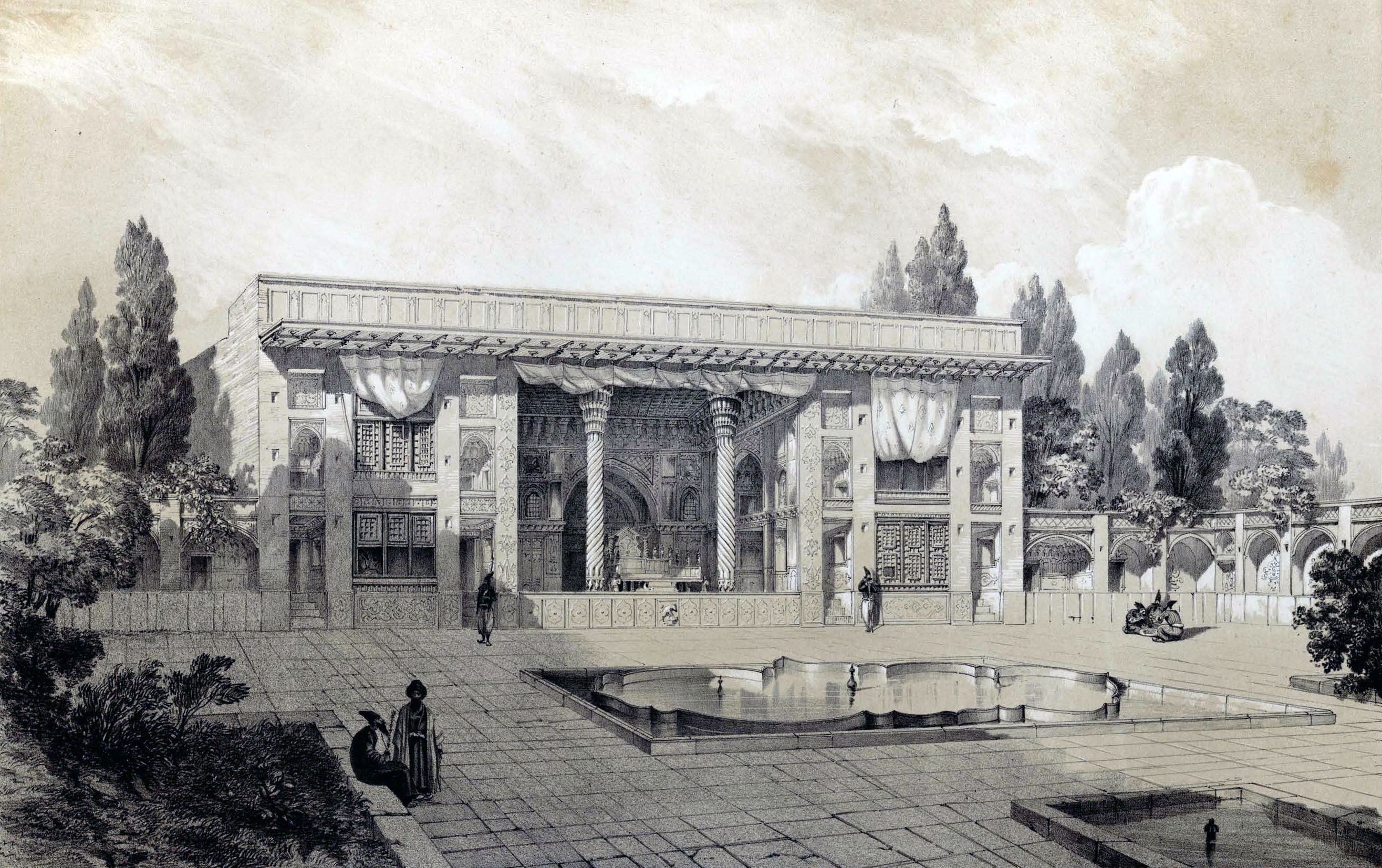
نمایی از تخت مرمر در ایوان تخت مرمر در کاخ گلستان به سال ۱۸۴۰ میلادی که توسط اوژن فلاندن، نقاش و معمار فرانسوی کشیده‌شد. دیوان‌خانه قدیمی‌ترین بنای کاخ گلستان است.

این گونه سلام‌ها در هر عصر و زمانی شرایط خود را داشته‌است. در دوران سی و هشت ساله سلطنت فتحعلی‌شاه، اگر فصل و هوا مناسب و شاه در تهران بود، این مراسم در ایوان تخت مرمر برگزار می‌گردید؛ که تشریفاتی بسیار مفصل و متنوع داشت. در این مراسم شاه بر تخت مرمر جلوس می‌نمود و از ضروریات این جلوس بر سر گذاشتن تاج کیانی، بستن بازوبندهای دریای نور و تاج ماه و آویختن حمایل‌های مروارید درشت و بستن کمربند شرابه‌دار سلطنتی، شمشیر و خنجر جواهرنشان و در دست گرفتن گُرز مرصع بود. سایر وصله‌های مرصع و جواهرنشان سلطنتی را بدست پسرها و جهانگیرخان گرجی و ابراهیم‌خان گرجی، دامادهای شاه، می‌دادند. سپر مرصع نیز مخصوص سپهدار بود که در دست می‌گرفت و همه اینها به‌طور نیم دایره در دور تخت شاه در جای مخصوص خود می‌ایستادند.
در این مراسم، ۴ فیل در مراسم سلام عام تخت مرمر بودند که به آنها آموزش داده بودند تا در برابر شاه زانو زده، تعظیم نمایند.
مراسم سلام در دربار محمدشاه به همان شیوه ای که در دربار فتحعلی‌شاه معمول بود در ایوان تخت مرمر اجرا می‌گردید.
در زمان ناصرالدین شاه آیین سلام مفصل‌تر و با شکوه‌تر برگزار می‌شد. این مراسم همچون سابق در ایوان و حیاط تخت مرمر به عمل می‌آمد. به طوری که دوستعلی‌خان معیرالممالک در یادداشت‌هایش نوشته و مراسم آن را به چشم دیده‌است، شاهزادگان بزرگ حامل حمایل‌های سلطنتی بودند خطیب‌الممالک و شمس‌الشعراء و مخاطب سلام، بالای حوض بیضی شکلی که در پای ایوان روی سکّو واقع بود می‌ایستادند. قدح‌های طلایی مینا کاری پر از شربت‌های گوارا در اطراف حوض می‌چیدند.
سمت راست ایوان مستوفی‌الممالک با جبه مفتول‌دوزی و نشان مکمل می‌ایستاد و مستوفیان زیر دستش رده می‌زدند. سمت چپ ایوان نایب‌السلطنه وزیر جنگ ایستاده و سران سپاهی به ترتیب درجه و مناسب زیر دستش صف می‌زدند. سفرا، اعضای وزارت امور خارجه و دیگر اروپاییان در اتاق‌های طرفین ایوان می‌نشستند. سایر طبقات اشراف و رؤسای ایل قاجار و کشیک‌خانه و عمله در خیابان‌ها می‌ایستادند. ۴ فیل دیوانی را نیز زینت کرده و در انتهای فضای بازمی‌داشتند.
به محض اینکه همه کس و همه چیز در جای خود قرار می‌گرفت شاه با قدم‌های بلند وارد ایوان شده بر تخت رفته، بر صندلی مرصعی که بر روی آن می‌نهادند قرار می‌گرفت. ناصرالدین‌شاه در مراسم سلام از این صندلی بروی تخت مرمر استفاده می‌نمود. پس از ساخت کاخ گلستان و به دلیل وسعت تالار موزه یا تالار سلام، مراسم سلام در آنجا برگزار می‌گردید.
در زمان مظفرالدین‌شاه این تشریفات و مراسم محدودتر و بالاخره در دوران سلطنت محمدعلی‌شاه به دلیل عدم علاقه مردم و برگزیدگان طبقات لطف و روح سابق را نداشت و مراسم آن بسیار بی نظم و ترتیب برگزار می‌شد.

## قلیان سلام
یکی از رسوم سلام عام فتحعلی‌شاه در تخت مرمر این بود که پیشخدمت‌باشی سلام، میرزا اسماعیل، قلیان مخصوص سلام را در پهلوی تخت در دست می‌گرفت و نی‌پیچ آن را به دست شاه می‌داد که گاهی پکی به آن بزند. این قلیان که به قلیان سلام معروف است از طلا ساخته شده و تمام قسمت‌های آن با جواهر مختلف ترصیع شده‌است. شرکت دادن این قلیان در مراسم سلام عام نوروزی تقریباً یک امر تخطی‌ناپذیر شده بود به طوری که در دوره‌های بعد که استعمال قلیان در این‌گونه مراسم کم‌کم‌رو به منسوخ شدن نهاده بود و شاه دیگر نی‌پیچ آن را در دست نمی‌گرفت بازهم پیش خدمت باشی سلام، در جای مخصوص خود قلیان بدست می‌ایستاد و این تشریفات را تا پایان مراسم به انجام می‌رسانید. پس از میرزا اسماعیل این وظیفه به پسرش میرزا علی‌نقی‌خان حکیم‌الممالک محول گردید تا دوران مظفرالدین‌شاه که به نوشته عبدالله مستوفی این شغل متروک شد و این رسم رفته رفته از میان رفت.
قلیان سلام شاهان قاجار هم‌اکنون در موزه جواهرات سلطنتی نگاهداری می‌شود.

## یادکرد
1. 1 2 3 4 5 6 7 8 9 10 11 12 13 14 15 16 17 18 19 20 21  مجموعه فرهنگی تاریخی نیاوران، ۱۳۹۰/۰۴/۰۵.
2. ↑  مستوفی، عبدالله. شرح زندگانی من. جلد اول، چاپ دوم، ص۴۰۴
3. ↑  خبرگزاری آفتاب، ۲۴ آبان ۱۳۸۴.